# Vicente Beltrán Anglada
Vicente Beltrán Anglada (Badalona, 1915 - 1988) fue escritor y conferencista de temas esotéricos.   Impartió más de 400 conferencias entre los años 1974 y 1988, especialmente entre España y Argentina.   Ha escrito más de una docena de libros publicados en español, inglés, portugués, francés e italiano.  A través de sus libros ilustró de manera mística temas como la Fraternidad Blanca, Shambala, las fuerzas de la naturaleza, el profundo concepto de ser un iniciado espiritual  y desarrolló el tema del Yoga del Corazón o Agni Yoga.  Vicente Beltrán Anglada es, para muchos, un autor que hace fácil el entendimiento de conceptos ampliamente discutidos por la Sociedad Teosófica y la Escuela Arcana.

## Biografía
Vicente Beltrán Anglada (1915-1988) nació en Badalona, España.   Desde su infancia sintió un profundo interés por los asuntos trascendentales de la vida, demostrando un espíritu inquieto e intuitivo que le motivó a investigar constantemente a lo largo de su vida.  Estuvo prisionero tras la Guerra Civil española (1936-1939) y, dadas las condiciones carcelarias infrahumanas, él estaba dispuesto a renunciar a toda  esperanza.  Según él mismo afirmó, fue entonces cuando su Maestro le reveló un plan espiritual para él, un propósito de vida a desarrollarse lentamente a lo largo de los años. Sin embargo, el final de la guerra no alivió sus problemas, ya que los temas sobre los que solía hablar y escribir no estaban bien considerados durante la época de la dictadura española.  
Se casó con Encarnación Zamora, con la que tuvo una hija, Maribel Beltrán, y, más tarde,  tuvo como compañera física y espiritual a Leonor Tomás Vives quien compartió con él su fuerte compromiso espiritual con la vida de discipulado. Después de algún tiempo, se trasladaron temporalmente a Ginebra, Suiza, donde se afilió a Lucis Trust (Escuela Arcana), una escuela de entrenamiento esotérico para el discipulado en la Nueva Era.  Aquí,  Vicente Beltrán Anglada coordinó la capacitación para todos sus estudiantes en España.  
Declaró en sus conferencias y escritos ser un discípulo aceptado en contacto consciente con su Ashrama:  encontramos estas referencias por ejemplo en su libro “Mis Experiencias Espirituales”.  Como no podía publicar sus ideas espirituales en España durante la dictadura del general Franco, Vicente Beltrán Anglada comenzó a publicar sus experiencias en diversas revistas tales como “Akhenaton”, “Solar”, “Karma7” y en la revista “Conocimiento” (originalmente Sophia) de Buenos Aires.  Algunos de los artículos publicados en esta revista – titulados “Las luces de mi Ashrama” - sirvieron de base para su primer libro:  “La Jerarquía, los Ángeles Solares y la Humanidad” (1974).   
Después de la restauración de la democracia (1975), Vicente Beltrán Anglada comenzó a hablar públicamente en España.  Pronunció conferencias en las principales ciudades, como Madrid, Barcelona, Valencia y Zaragoza. Sus charlas regulares en Barcelona fueron publicadas en el libro “Conversaciones esotéricas” (1980).  Visitó Argentina en 1985, donde Francisco Brualla, un estudiante de las enseñanzas del Maestro Tibetano,  había hablado sobre el trabajo jerárquico desde 1937.  Vicente Beltrán Anglada viajó extensamente por más de dos meses, dando charlas públicas en Buenos Aires, Rosario, Santa Fe, Corrientes, Misiones, Córdoba y otras importantes ciudades.  
Después de despedirse de la Escuela Arcana, decidió dedicar el resto de su vida a cumplir lo que él había aceptado como sus responsabilidades ashrámicas.  Sus libros: “Un tratado sobre el Reino Angélico”  ([1, 2, 3] (1979-1984), “Los Misterios de Shamballa”  (1986) y  “Magia Organizada Planetaria” (1987) resumen su tarea de vida, pues responden a la promoción del “Triple Proyecto Jerárquico” que, según este autor, se le encomendó desde planos internos.
Dio un mensaje común a lo largo de su enseñanza.  Este fue la revelación de un nuevo "Yoga de Síntesis", el Agni Yoga.  Su libro Introducción al Agni Yoga (1981) describe los principios generales de esta práctica espiritual que, según asegura el autor, trasciende todas las disciplinas espirituales en la vida de todos los discípulos modernos.
Murió en Barcelona el 30 de septiembre de 1988, con el pensamiento de haber hecho todo lo posible por aportar un poco más de Luz a la consciencia de la humanidad.

## Obras
- 1. La Jerarquía, Los Angeles Solares y la Humanidad
- 2. Los Misterios del Yoga
- 3. Conversaciones Esotéricas
- 4. Introducción al Agni Yoga
- 5. Mis Experiencias Espirituales
- 6. Las Fuerzas Ocultas de la Naturaleza
- 7. Estructuración Dévica de las Formas
- 8. Los Angeles en la Vida Social Humana
- 9. Los Misterios de Shamballa
- 10. Mágia Organizada Planetaria
- 11. Diario Secreto de un Discípulo
- 12. La Venida del Instructor del Mundo
- 13. Magia Blanca